# Марокко на летних Олимпийских играх 1992
Марокко принимало участие в Летних Олимпийских играх 1992 года в Сиднее (Австралия) в восьмой раз за свою историю, и завоевало по одной олимпийской медали. Сборную страны представляла 1 женщина.

## Золото
- Лёгкая атлетика, мужчины, 10000 метров — Халид Сках.

## Серебро
- Лёгкая атлетика, мужчины, 1500 метров — Рашид Эль Базир.

## Бронза
- Бокс, мужчины — Мохамед Ашик.